# Universidad de Hawái en Hilo

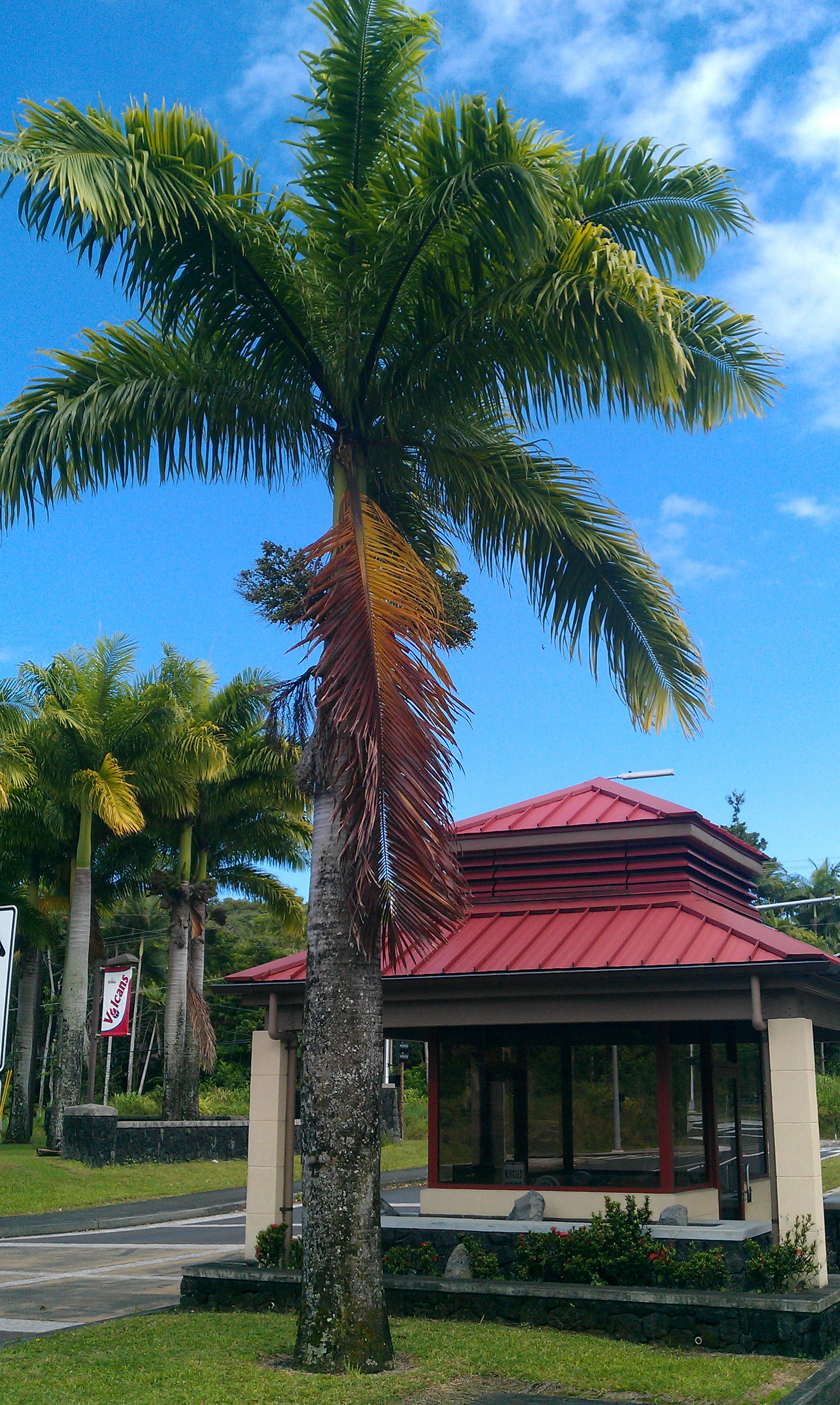
Entrada de la universidad de Hawái campus de Hilo.

La University of Hawaiʻi at Hilo, UHH, o UH Hilo es una de las diez ramas de la University of Hawaiʻi system anclado por laUniversity of Hawaiʻi at Mānoa en Honolulu, Hawaiʻi, Estados Unidos. La Universidad de Hawái en Hilo es una universidad pública y de educación mixta con el campus principal situado en 200 West Kawili Street, Hilo, la sede del condado del Hawaiʻi County.
La Universidad se compone de seis colegios, y ha recibido el reconocimiento de numerosos programas académicos, incluyendo biología marina, vulcanología, astronomía, lengua hawaiana, farmacia, agricultura, ciencias de la computación y los programas de enfermería.
Ka Haka ʻUla O Keʻelikōlani, College del idioma hawaiano es la única escuela en los Estados Unidos en ofrecer títulos de posgrado para estudiar en un idioma indígena.
"The Daniel K. Inouye College of Pharmacy" es la única escuela de farmacia aprobada por el ACPE en el estado de Hawaiʻi y las islas del Pacífico.
UH Hilo ocupa el lugar en el top 10 por tener tanto la mayor diversidad étnica y el porcentaje más bajo de estudiantes con deudas en la graduación, según US News & World Report.

## Campus Principal
- University Classroom Building (UCB)
- Marine Science Building (MSB)
- Science & Technology Building (en construcción)
- Edith Kanakaʻole Hall (EKH)
- Wentworth Hall
- Campus Center
- Student Life Center & Pool
- Edwin H. Mookini Library & Media Center
- UH Hilo Student Services Building
- UH Hilo New Gymnasium
- UH Hilo Theatre[3]

### Arte en el Campus
- Mosaic Obelisk, escultura mixed media obra de Peter Almeida
- Hoʻolana, escultura en bronce y cobre obra de Bumpei Akaji, 1984
- Anticipated Motion, escultura en bronce y acero obra de Rowland Morita, 1984
- Flow and Flower, teselas de cerámica pintura epoxy mural obra de Yukio Ozaki, 1985
- Moon Pots, escultura cerámica obra de Toshiko Takaezu, 1977
- Universe City: 2000, escultura de metal suspendido obra de Andrew Yanoviak, 1980
- Hawaii #4, escultura de acero pintado obra de Valdis Zarins, 1973
- Cromlech, escultura de hormigón con cerámica obra de Laura Ruby, 1980
- Untitled, escultura de acero Corn-Ten obra de Kim Chung, 1978

## Alumnos notables
- Stanley I. Hara (1955–56) -  antiguo senador del estado de Hawái[4]
- Russell Okata (1960–61) -  Director Ejecutivo HGEA desde 1981 a 2007.
- Harvey Tajiri (1961–62) - antiguo diputado del estado de Hawái (1984–1994)[5]
- Derek Kurisu (attended 1969-72) - KTA Vicepresidente Ejecutivo
- Greg Chun, Ph.D. (1977 B.A.) - Presidente de Bishop Holdings Corporation & Keauhou Resort[cita requerida]
- Jerry Chang (1978 B.A.) - diputado del estado de Hawái (1988–Presente)[6]
- Ron Terry, Ph.D. (1980 B.A.) - CEO de Geometrician Associates[cita requerida]
- Robert Dircks (1989 B.A.) - Principal de Hilo High School[cita requerida]
- William "Billy" Kenoi (periodo 1988-90) - Alcalde de Hawaiʻi County[7]
- Tyler Yates jugador de la Major League Baseball[8]
- Richard DeVerse, Ph.D. (1996 B.A.) - Scientist & Inventor; Fundador de Kona Labs[cita requerida]